# リバタリアン党全国委員会
リバタリアン党全国委員会（リバタリアンとうぜんこくいいんかい、英語: Libertarian National Committee、略称：LNC）は、アメリカのリバタリアン党において全国の党組織を統率する委員会の事である。
党の政策綱領作成、広報活動、政治資金調達・配分、選挙戦略の調整などを行い、4年ごとに党の大統領候補を指名するリバタリアン党全国大会を主催する役割を果たしている。ただし、通常時における政策の立案や決定に関与する立場ではなく、下部組織である地方委員会の活動に直接干渉することもあまり無い。二大政党と異なり全国大会があまり注目されないため、全国委員会が党を代表する機会は二大政党と比べると多い。
なお、委員長は政党の党首に相当するが、裏方的もしくは座長的なポストであり他国の政党の党首の地位とは大きく異なる。